# Falkenberg (powiat Rottal-Inn)
Falkenberg – miejscowość i gmina w Niemczech, w kraju związkowym Bawaria, w rejencji Dolna Bawaria, w regionie Landshut, w powiecie Rottal-Inn, siedziba wspólnoty administracyjnej Falkenberg. Leży około 15 km na północny zachód od Pfarrkirchen, przy drodze B20.

## Dzielnice
W skład gminy wchodzą następujące dzielnice: Diepoltskirchen, Falkenberg, Fünfleiten, Zell, Huldsessen, Taufkirchen.

## Demografia
| Rok  | Liczba mieszk. |
| ---- | -------------- |
| 1970 | 3 243          |
| 1987 | 3 480          |
| 2000 | 3 826          |

## Oświata
(na 1999)

W gminie znajduje się przedszkole (125 miejsc i 139 dzieci) oraz szkoła podstawowa (19 nauczycieli, 314 uczniów).